# Termeni grecești referitori la iubire
Limba greacă posedă patru cuvinte referitoare la iubire: έρως (eros), φιλία (philia), στοργή (storge) și αγάπη (agape). 

## Eros
Cuvîntul έρως semnifică în general iubirea pasională. În dicționare și enciclopedii îl găsim tradus ca pasiune, amor, dorință puternică, intensă. Este asociat de multe ori cu dorința sexuală, cu iubirea egoistă care transformă pe cel iubit în obiect, devenind astfel un mod defectuos al relației personale, însă poate desemna și o iubire prietenească mai puternică decît philia. Poate fi asociat de asemenea sentimentelor care stau la baza cuplului sau căsătoriei. 
Ceea ce au în comun toate aceste semnificații este o intensitate foarte mare a trăirii, ceea ce a făcut ca acest cuvânt sa fie folosit în contexte foarte variate, în ciuda conotațiilor negative pe care le are. Forța erosului a făcut ca vechii greci să-l așeze, personificat, printre zei, sau să-l considere chiar un principiu ordonator care a participat la geneza universului și care participă la viața oamenilor și a zeilor. 
Eros este un zeu, după cum ne spune Hesiod, însă nu numai cel mai frumos dintre zeii nemuritori, ci și acela care a apărut din Haos, odată cu Gea, Olimpul și Tartarul, cel care stăpînește asupra minții și trupului și sfătuiește cu înțelepciune pe oameni și pe zei. Acest Eros este foarte diferit de zeul Eros, zeul iubirii. Acesta din urmă era 

fiul lui Zeus și al Afroditei, frate cu Anteros. Sub înfățișarea unui copil frumos, uneori înaripat, se ascundea un zeu temut. Cu săgețile lui care nu greșeau niciodată ținta, Eros semăna chinurile mistuitoare ale dragostei atât printre zei, cât și în rândul muritorilor. Însăși Afrodita se ferea de fiul ei cel capricios și necruțător

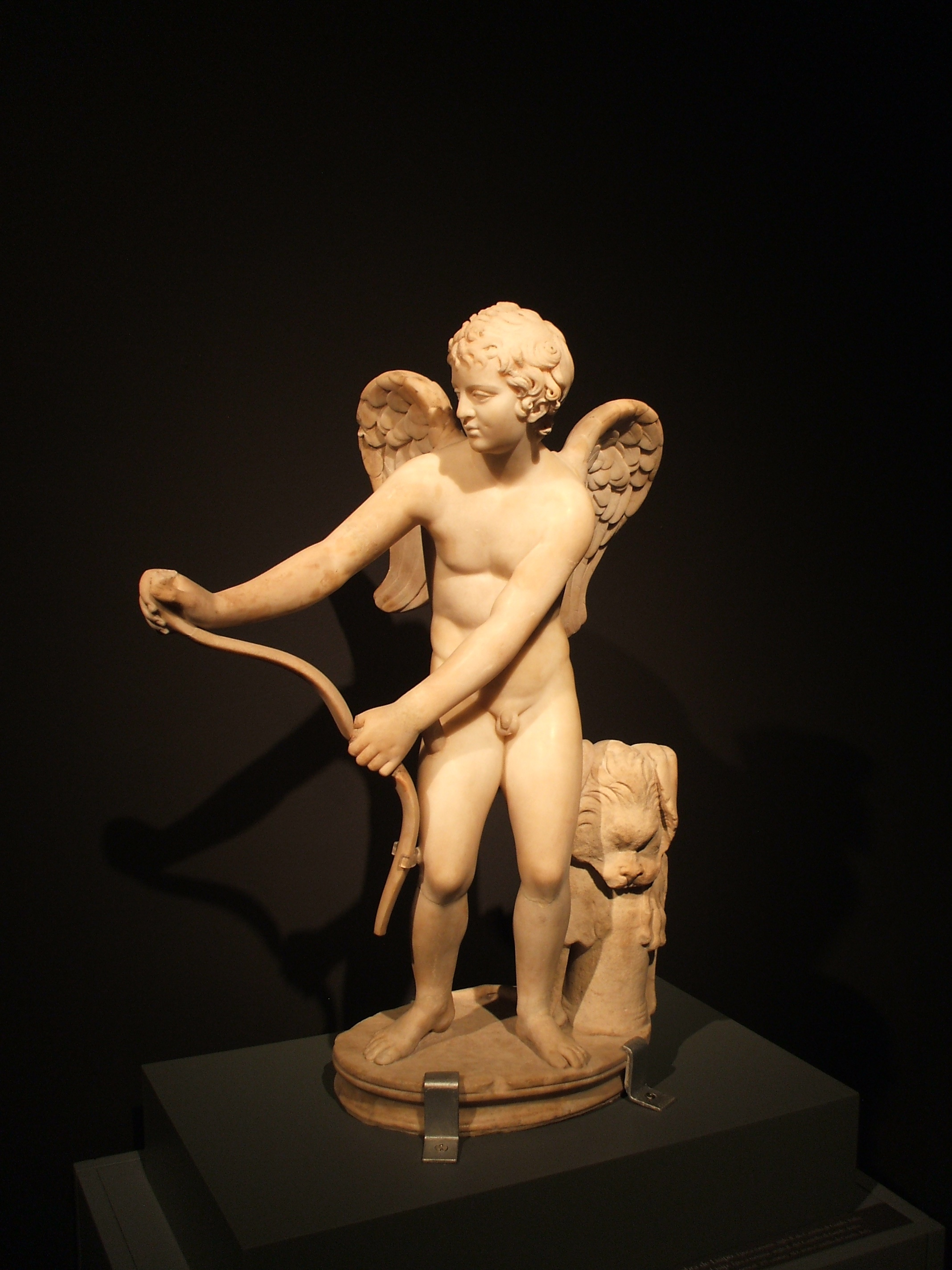
Eros ținând arcul

Avem de-a face cu două semnificații diferite, ambele la fel de puternice pentru a fi personificate în zei: prima reprezintă iubirea ca element primordial, anterior apariției lumii, iar cea de-a doua reprezintă iubirea erotică, chinuitoare.
Într-unul din sonetele atribuite lui Orfeu apare din nou Erosul ca principiu generator al lumii. El apare dintr-un ou, înainte ca Pământul sau Cerul să existe. El este cel care amestecă lucrurile și iau naștere Cerul și Pămîntul.
Acestea sunt semnificațiile erosului folosite în scrierile presocratice, pe care le vom regăsi și în dialogurile lui Platon. Cei doi Eros, alăturați celor două Afrodite, se manifestă ca două tipuri diferite de iubire. Așa cum există Afrodita cerească, născută din Uranus și fără mamă, tot așa există și un Eros ceresc; iar Afrodita obștească, născută din împreunarea lui Zeus cu Diona, este însoțită de Eros cel obștesc. Acesta din urmă este erosul oamenilor de rînd, care nu alege și nu iubește sufletul, ci trupul, și căruia nu-i pasă dacă ceea ce face este bine sau rău. Acesta vine de la Afrodita obștească, care este concepută din împreunarea cu principiul feminin. Celălalt Eros, care provine de la Afrodita cerească, are la bază doar principiul masculin, el ține de alegere, de judecată, și nu de pasiune.
Aceasta este semnificația pe care o au în vedere personajele lui Platon atunci cînd vorbesc despre iubire. Erosul obștesc, de rînd, este doar amintit, ca o abatere de la rînduielile iubirii. Adevăratul Eros este cel ceresc, care îi îndeamnă pe oameni să-și găsească jumătatea pe care au pierdut-o atunci cînd Zeus i-a pedepsit tăindu-i în două. Este acela care face ca doi sa devină din nou unul, și astfel, revenind la starea inițială, să obțină fericirea.

… seminția oamenilor ar avea parte de fericire dacă fiecare dintre noi ar asculta pînă la capăt îndemnurile lui Eros și și-ar găsi pe adevăratul lui iubit, întorcîndu-se astfel la starea lui dintîi.

Însă erosul nu este doar o relație între oameni, nu este doar iubire de celălalt, ci, mai mult de atît, este iubire de veșnicie. El este pus întotdeauna împreună cu Binele, pentru că nemurirea trebuie neapărat dorită împreună cu binele; iubirea este dorința de a dobîndi binele pentru veșnicie. Și, de asemenea, este pus întotdeauna împreună cu frumusețea, pentru că iubirea este zămislire întru frumusețe, și nu se îndreaptă decît înspre frumos. Cu ajutorul frumosului, ea urcă treptele cunoașterii. Pentru că cel care caută aceasta, îndreptîndu-se către frumusețile lumii, va vedea că frumusețea lor e aceeași, și, înaintînd în cunoaștere, nu va mai iubi numai un lucru, ci întorcîndu-se către adevărata frumusețe va căuta să o cunoască și se va înălța către frumusețea absolută, în înaltul iubirii. 
Erosul are ceva din forța și pasiunea pe care anticii le atribuiau zeului Eros (ca fiu al lui Zeus și al Afroditei), fiind năzuință puternică înspre nemurire, înspre veșnicie, însă mai mult decît, atît el are măreția lui Eros cel ceresc, este principiul masculin, cel care se manifestă doar în rațiune, singura cale către Frumusețea supremă, către Adevăr.

Crezi cumva că puțin lucru ar fi viața unui om care ar privi înspre ea și ar privi-o cu ochii minții și ar trăi astfel în unire cu ea? Oare nu-ți dai seama că numai acolo îi va fi dat, privind îndelung Frumusețea, să dea naștere nu unor biete asemănări ale vredniciei, căci acolo nu asemănări vede, ci unor vlăstare adevărate, pentru că acolo vede însuși adevărul? Iar cel care zămislește adevărata vrednicie și care o crește ajunge drag zeilor și, dacă îi e dat aceasta vreunui om, dobîndește nemurirea.

Acesta este sensul pe care îl vor prelua sfinții părinți, teologii și filosofii creștini și pe care îl vor îmbogăți pentru a-i ajuta în interpretările și scrierile lor, deși de cele mai multe ori nu έρως va fi cuvântul folosit, ci αγάπη.
Cuvintele έραν, έρως nu apar aproape deloc în Vechiul Testament și nu sînt deloc admise în cărțile Noului Testament. Totuși, ele apar în scrierile ascetice, la părinți mistici precum Grigore de Nyssa, Nicolae Cabasila sau Simeon Noul Teolog, pentru a exprima iubirea superioară față de Dumnezeu. Simeon Noul Teolog are chiar o vastă operă despre iubirea pentru Dumnezeu intitulată Έρωτες, adică Erosuri. 
Cuvîntul a căpătat astfel o nouă semnificație, a fost spiritualizat, 

impregnat cu ideea de iubire harică, dumnezeiască, energia lăuntrică a cuvântului devenind invers proporțională cu energia omenească, pe care cuvântul o avea în limba clasică.

El devine acea energie dumnezeiască, acel însoțitor al naturii divine care îl „aduce” pe Dumnezeu lumii și pe care dogmatiștii o numesc „bunătate”, iar misticii – „eros”. Energia corespunzătoare este erosul uman, care este îndreptat către Dumnezeu. Cele două energii sunt strîns legate una de cealaltă, deși aparțin unor lumi diferite; ele sunt unite în Duhul. Grigore Palama, dorind să evidențieze acea energie a Sfîntului Duh în lucrarea de desăvîrșire a omului, caracterizează Duhul ca erosul minții divine îndreptat către Logos, ca erosul Tatălui către Fiul. Chiar și spiritul (duhul) omului este erosul său îndreptat către mintea, către cuvântul său, către propriul logos. Mesagerul erosului divin către om este Sfîntul Duh, iar cel al erosului uman către Dumnezeu este spiritul (duhul) uman.
Erosul este cel care determină comunicarea și comuniunea. El creează atît în Dumnezeu cît și în om ekstasis, ieșirea din sine. Ec-staza lui Dumnezeu duce la dialog și comuniune cu omul; ec-staza omului duce la dialog și comuniune cu Dumnezeu. Desigur, cele două mișcări sunt diferite pentru că a lui Dumnezeu este descendentă iar a omului este ascendentă.
După Grigore de Nyssa, „erosul binecuvîntat” este un impuls adăugat naturii umane și prin care se ajunge la binecuvîntările iubirii și sfatului divin. Acesta este forța care îndeamnă oamenii înspre Dumnezeu. Simeon Noul Teolog a dedicat Imnurile pentru Erosul Divin experienței născute de lucrarea acestei energii. Erosul divin este ec-static, iar nu limitat; el face ca cel ce iubește să nu-și mai aparțină sieși, ci celui iubit.  
Maxim Mărturisitorul numește έρως dumnezeirea transpusă la nivelul creatului. Cuvîntul exprimă tendința creatului spre perfecțiune și se manifestă în ambele direcții, ca eros uman și ca eros divin.
Dumnezeirea este cauza creației; erosul este forța care o duce către perfecțiune. Calea este o continuă înălțare către Dumnezeu, începînd cu mișcarea dată de Dumnezeu, înaintînd la eros și ec-stază pînă cînd călătorul se unește cu cel pe care îl iubește. Erosul este cel mai înalt grad al iubirii omului față de Dumnezeu și a lui Dumnezeu față de om. Toate virtuțile contribuie la erosul divin, și mai ales rugăciunea curată, prin care mintea capătă aripi pentru a trece dincolo de toate lucrurile și pentru a fi ridicată de la cele omenești la cele dumnezeiești. Astfel, omul devine capabil să-l urmeze pe Iisus Hristos în înălțarea la ceruri.
Deși a fost folosit de către misticii din perioada bizantină, mulți autori creștini recenți s-au ferit să-l folosească pe „eros” din cauza semnificației sale obișnuite, care-l apropie de patimă, de patologic. Eventual se definește iubirea cea adevărată ca ceva între eros și agape, păstrînd din eros acea forță, setea pe care o are cel care iubește și care nu se stinge oricît de aproape ar fi de cel iubit. Însă se consideră în general că a folosi doar „eros” pentru a vorbi despre iubirea creștină poate fi derutant pentru cititorul neavizat.

## Philia
Philia a fost asociată în general cu prietenia, cu afecțiunea. Philia este iubirea spontană, naturală, un sentiment bazat pe intimitatea lăuntrică a celor ce se iubesc. Este o legătură puternică, o iubire liniștită, netulburată de pasiunea lui eros și plină de virtuți. Ea înseamnă loialitate față de prieteni, virtute, egalitate și bucuria de a face ceva împreună.
Φίλος este prietenul, de care suntem legați prin dragoste reciprocă, în preajma lui suntem mereu bine-dispuși, pentru că în lipsa acestei bune dispoziții, Φίλος încetează să fie pentru noi ceea ce este. Φιλεῖν, verbul corespunzător, înseamnă „a iubi”, dar și „a săruta”, ca expresie a intimității celor ce se iubesc.
Aristotel dedică o carte întreagă prieteniei (φιλία) în Etica Nicomahică. El o definește ca acea relație între oamenii care se știu că au bune intenții și își doresc binele unul celuilalt. Prietenia înseamnă să faci bine, să faci acest lucru fără să ți se ceară, și să nu ceri laude pentru ceea ce ai făcut, mai spune Aristotel în Retorica. 
Există trei tipuri de prietenie, după cum vom vedea în continuare. Cei care se iubesc (se împrietenesc) pentru că sunt de folos unul altuia nu pot sta mult timp împreună, pentru că ei (se) iubesc pentru binele lor înșiși, nu pentru cei pe care îi iubesc. Prietenia lor se va destrăma repede, pentru că nevoile se schimbă, și fiecare va căuta pe altcineva care să-i fie de folos. La fel se întîmplă cu cei care se împrietenesc din plăcere, deoarece plăcerile sunt și ele schimbătoare. Oamenii se îndrăgostesc repede, dar la fel de repede își pierd interesul. Însă această relație poate deveni o prietenie adevărată, deoarece oamenii care se iubesc astfel vor să-și petreacă viața împreună.
Prietenia perfectă este aceea între oamenii buni și virtuoși, care doresc binele celuilalt prin natura lor, ca oameni buni. Astfel ei sunt folositori unul altuia și plăcuți, pentru că sunt asemenea. Dar asemenea prietenii sunt rare, pentru că este nevoie de timp pentru ca oamenii să se cunoască și să își ofere încredere unul altuia. Aceasta este singura care poate fi numită prietenie, deși cei care sunt legați prin utilitate sau prin plăcere se numesc și ei între ei prieteni. Aceștia din urmă pot fi orice fel de oameni, chiar și oameni răi, însă nu și prietenii adevărați, care nu pot fi altfel decît buni.
Însă nu toate prieteniile sunt între oameni egali; și atunci cel mai vituos va fi iubit mai mult de către cel mai puțin virtuos, ia el va răspunde acestuia cu mai puțină iubire. Astfel, cel mai puțin virtuos va primi iubire pe măsura sa, și nu va căuta să primească de la celălalt tot atîta iubire cîtă oferă. De asemenea, marile diferențe între oameni vor împiedica înfăptuirea unei relații de prietenie: ignorantul nu poate fi prieten cu înțeleptul, nici supusul cu regele.
Prietenia perfectă este doar între cei egali în virtuți și în bunătate, adică între cei mai buni și cei mai virtuoși.
Acest sens, lipsit însă de nota elitistă pe care i-o dă Aristotel, va fi preluat mai departe de filosofia bizantină. După cum ne spune Pavel Florenski, trăsăturile principale ale prieteniei (φιλία) sunt următoarele:

1. spontaneitatea originii, fundamentată pe un contact personal, dar nedepinzînd numai de legăturile organice, naturalețea;
2. vibrația față de omul însuși, nu doar aprecierea calităților lui;
3. aspectul cald, cordial, nedepinzînd de rațiune, al sentimentului, dar în același timp nepasional, neimpulsiv, neimpetuos, neorb și nefurtunos;
4. intimitatea, mai mult chiar, una personală, lăuntrică.

Sfânta Scriptură preia acest termen și îi dă un conținut spiritual. El va semnifica iubirea creștină, bazată pe un sentiment și o comuniune personale.
În accepția comună se vorbește de prietenii lui Corneliu Sutașul (Fapte 10, 24) și alte prietenii omenești (cf. Luca 11, 5, 6, 8, 16; 15, 6, 29; 23, 12). Se vorbește și de „prietenii lui Pavel” dintre care unii erau dregătorii Asiei (Fapte 19, 31), iar alții "erau creștinii care primiseră mesajul Evangheliei prin el”. Despre creștini ca prieteni, vorbește și sfîntul evanghelist Ioan, scriind lui Gaiu: „Pace ție! Prietenii te îmbrățișează. Îmbrățișați pe prieteni, pe fiecare după numele lui” (III Ioan 15).
Sfîntul Ioan Botezătorul vorbește despre „prietenul mirelui” (Ioan 3, 29) și însuși Mîntuitorul numește pe Lazăr "prietenul nostru" (Ioan 11, 11), după cum le spune apostolilor: "Voi sunteți prietenii Mei dacă faceți ceea ce vă poruncesc" (Ioan 15,  14). Toți adevărații creștini — ca și sfinții — sînt prietenii și frații lui Hristos și împreună moștenitori cu El (cf. Rom. 8, 17), precum și „prieteni și fii prin har ai lui Dumnezeu”.
Cuvîntul este folosit și cu sens peiorativ, ca atunci cînd fariseii îl acuză pe Iisus că e prieten al vameșilor și păcătoșilor (Luca 7, 34). În același sens se folosește cuvântul cînd se spune că „prietenia lumii” este „dușmănie față de Dumnezeu, Cine deci va voi să fie prieten cu lumea se face vrăjmaș lui Dumnezeu” (lacov 4, 4).
Sfinții Părinți sfătuiesc în nenumărate rînduri despre necesitatea prieteniei. Pe lîngă ἀγάπη, iubirea universală adresată oricui, φιλία este prietenia individualizată. Alegerea prietenului trebuie să se facă foarte atent, pentru că în această relație prietenii se unesc, fiecare ia asupra lui viața celuilalt. Prietenul este cel pe care îl aceepți în tine, împreună cu el te mîntuiești sau nu. De aceea prietenia ocupă un loc important în scrierile bizantine. Grigore Teologul, Maxim Mărturisitorul, Sf. Vasile cel Mare și multi alții vor vobi despre ea.

## Storge
Storge (στοργή) înseamnă atașament, afecțiune, în limba greacă modernă. Este un sentiment natural, ca acela dintre părinți și copii. Folosit foarte rar în scrierile antice, cuvântul va fi folosit în mod exclusiv cu referire la relațiile dintre membrii familiei.  Este cel mai natural, mai emoțional și mai larg răspîndit fel de a iubi dintre toate: este natural pentru că este prezent fără vreo constrîngere; este emoțional pentru că este rezultatul căldurii, atașamentului dat de familiaritate; și este cel mai larg răspîndit pentru ca dintre toate, el ține cont cel mai puțin de acele caracteristici care fac pe cineva demn de iubire, și este, așadar, capabil să treacă peste orice element discriminator.
Dicționarul lui Bailly ne dă o definiție simplă:

στοργή, ῆς (ή) tendresse, particul. tendresse paternelle ou filiale [στέργω]. 

Însă dacă privim la semnificația verbului corespunzător, vom găsi și nuanțele pe care le capătă cuvântul în folosirea sa: a fi mulțumit cu, a se resemna. Este atitudinea pe care o presupune acest fel de iubire.

στέργω (impf. ἔστεργον, f. στέρξω, αο. ἔστερξα, ρf.   2   ἔστοργα;   pass.    αο.    έστέρχθην,   ρf. ἔστεργμαι) 1  aimer tendrement, chérir || 2 ι se contenter de, se résigner à, supporter : τινά, qqn; τι, qqe ch.; έπί τινι, ἔν τινι, m.  sign. ; avec εί ou ἐάv ; avec un part, se rési¬gner à, se contenter de; abs. se résigner, consentir; parlicul. consentir à pardonner || 3 désirer, souhaiter. 

Această iubire ține de legătura organică, de stirpe, pe care nici răul nu o poate desface. Este dragostea tandră, calmă și sigură dintre copii și părinți, dintre soț și soție, este iubirea cetățeanului pentru patria sa. Prin urmare, στοργή este singurul tip de iubire care nu este neapărat personal.

## Agape
Spre deosebire de pasiunea lui ἔρως, de tandrețea lui φιλία, sau de atașamentul din στοργή, agape (ἀγάπη) este acea dragoste rațională, care ține în primul rînd de caracteristicile celui iubit. Ea nu este nici pasională, nici tandră, și nu provine din înclinații directe către cineva, ci din convingeri. 
Ἀγαπάω (ἀγαπᾶν) se apropie foarte mult de „a stima”, „a aprecia” și ține de o dirijare selectivă a voinței. Etimologic, se pare că se înrudește cu ἄγαμαι, „a admira”, cu ἄγη, „mirare”, ἀγάλλω, „a slăvi”, γαίω, „a se mîndri”, „a se bucura”, γάνιμαι, „ a se bucura”, și cu gau, gaudium, gaudere din limba latină. Această înrudire ar însemna că ἀγαπάω ar avea sensul de „a avea propria bucurie în ceva”. 

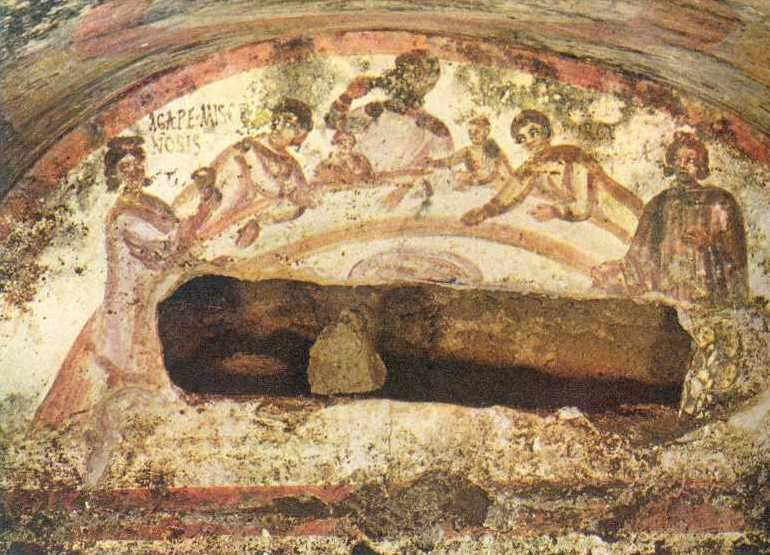
Agape - frescă paleocreștină

Spre deosebire de celelalte feluri de iubire, agape înseamnă a iubi pe cineva pentru un anumit motiv, este alegere, este preferința pentru un lucru sau altul în virtutea unor caracteristici ale acelui lucru, la fel cum termenul înrudit,  ἄγαμαι, înseamnă a admira pe cineva pentru ceva anume.
Termenul este folosit de asemenea pentru a desemna iubirea în sens general; grecii își mărturisesc iubirea folosind σ'αγαπώ, care are același sens și aceeași utilizare cu românescul „te iubesc”.
În manuscrisele antice, ἀγάπη este folosit extrem de rar. Un nume al zeiței Isis era ἀγάπη θεόν, sau „cea iubită de zei”, subliniind rolul ei ca zeiță a fertilității. Ἀγάπη apare și în „Odiseea” de două ori, și descrie ceva care dă o stare de satisfacție. Acesta este sensul cu care apare acest cuvânt în textele ulterioare, unde va desemna preferința cuiva pentru un anumit fel de mîncare sau sentimentele cuiva pentru copii. În Imperiul Roman ἀγάπη era deseori folosit ca și cuvânt introductiv în scrisorile către prieteni. 
Ἀγάπη și verbul ἀγαπάω sunt folosite mult în „Septuaginta”, ca traducere a cuvântului evreiesc care înseamnă iubire și care înglobează sensurile tuturor cuvintelor grecești referitoare la iubire (la fel ca și cuvântul românesc „iubire”, de altfel). Nu se știe de ce a fost ales tocmai cuvântul ἀγάπη, însă este posibil ca asemănarea sunetelor să fi jucat un rol important (אהבה – A'ha'va). Este chiar posibil ca grecescul ἀγάπη să fi rezultat în urma transliterației dintr-o limbă semitică. Această utilizare reprezintă contextul pentru alegerea acestui cuvânt oarecum obscur – în  detrimentul altor cuvinte grecești mai comune – ca și cuvântul cel mai des folosit pentru a exprima iubirea în scrierile creștine. 
În Sfînta Scriptură, ἀγάπη, impregnat de viață spirituală, devine dragostea vibrantă, universală, dragostea libertății spirituale superioare. Ea se manifestă atît față de Dumnezeu cît și față de semenii noștri, inclusiv față de dușmani, spre deosebire de φιλία care se folosește doar față de cei apropiați și care nu poate fi folosită în cazul iubirii vrăjmașului. 
De asemenea, ἀγάπη este și un atribut divin (Ioan 4, 8), care se împărtășește celor ce cred în Hristos, revărsîndu-se, prin Duhul Sfînt, în inimi (Rom. 5, 5). Ea devine, prin conlucrarea credinciosului, și una din cele trei virtuți cardinale, alături de credință și de nădejde:

13. νυνὶ δὲ μένει πίστις, ἐλπίς, ἀγάπη, τὰ τρία ταῦτα· μείζων δὲ τούτων ἡ ἀγάπη. (I Cor.  13, 13)

Este de altfel cea mai mare dintre virtuți, pentru că fără ea, orice faptă, oricît de măreață, nu înseamnă nimic. Ea este condiție a actului mîntuirii, căci este sursa și motorul faptelor bune.
Ἀγάπη este și iubirea Lui Dumnezeu pentru om, datorită căreia pe Însuși Fiul Său L-a dat (morții), pentru ca să ne mîntuiască (1 Ioan 3, 16—17). Același cuvânt este folosit de sfîntul Ioan evanghelistul cînd spune că „Dumnezeu este iubire” (Ioan, 4, 8-16). Căci zice el „Iubiților, să ne iubim unul pe altul, pentru că dragostea este de la Dumnezeu și oricine iubește, este născut din Dumnezeu. Cel ce nu iubește, nu a cunoscut pe Dumnezeu, pentru că Dumnezeu este iubire” (1 Ioan 4, 7—8). Această expresie a intrat și în cultul liturgic și o auzim rostindu-se de către preot în mijlocul liturghiei: „Să ne iubim unii pe alții, ca într-un gînd să mărturisim pe Tatăl, pe Fiul și pe Sfîntul Duh...”.
Diferența dintre ἀγάπη și φιλία se observă cel mai bine în dialogul dintre Iisus Hristos și Petru (Ioan 21, 15-17). Întrebarea lui Iisus este: „ἀγαπᾷς με”, iar răspunsul lui Petru: „φιλῶ σε”. De două ori. Iisus folosește ἀγαπᾶν pentru a semnifica iubirea general umană, care se oferă tuturor oamenilor, chiar și vrăjmașilor. Întrebarea adresată lui Petru nu este de fapt legată de ἀγάπη, ci de φιλία, de prietenia pe care Petru a rupt-o cînd s-a dezis de El, dovadă că în a treia întrebare verbul este φιλεῖν. În acest caz, diferența dintre cele două cuvinte devine clară. Întrebarea lui Iisus, repetată și a doua oară, înseamnă că Petru a încălcat iubirea prietenească, φιλία, și că acum nu i se mai poate cere decît acea iubire pe care el o are pentru toată lumea, acea ἀγάπη lipsită de căldura și apropierea iubirii prietenești. Este o încercare prin care apostolul trebuie să treacă pentru a-și reînnoi prietenia cu Iisus, pentru a da o nouă dovadă a iubirii lui.
Așadar, ἀγάπη este o iubire necesară în relația cu celălalt, dar nu și suficientă.
Aproape deloc cunoscut și folosit în scrierile antice, ἀγάπη semnifică o iubire care alege și care se manifestă ca un act al voinței. Ea înseamnă abandon și negare de sine în favoarea și de dragul celui iubit, este o dragoste sacrificială, care în lume apare doar ca elan, ca o adiere venită din afară, și nu ca factor determinant de viață. De aceea ea nu se manifestă prin trăsături omenești și contingente, ci dumnezeiești și absolute.
Iubirea a determinat modul de viață personală și colectivă a creștinilor. Expresia cea mai înaltă a iubirii creștine sunt mesele comune, numite „agape” care aveau loc înainte sau în legătură cu liturghia, dar separate de aceasta, care culminează cu un consum mistic, chiar tainic, al Preacuratului Trup și al Preacinstitului Sînge.